# Alberto Greco (hockeista su pista)
Alberto Greco (Valdagno, 21 giugno 1998) è un hockeista su pista italiano.

## Palmarès
- Campionato italiano: 1

Amatori Lodi: 2020-2021
- Coppa Italia: 1

Amatori Lodi: 2020-2021